# Diego Kolumbo
Diego Kolumbo  (talijanski: Diego Colombo, španjolski: Diego Colón Moniz,  portugalski: Diogo Colombo)  bio je drugi admiral Indije, drugi potkralj u Indiji i treći guverner Indije. Bio je prvorođeni sin Kristofora Kolumba i Filipe Moniz Perestrelo,  rođen je 1479. ili 1480. u Porto Santou u Portugalu ili 1474. u Lisabonu.

Godine 1509.,  imenovan je guvernerom Indije, dužnost koju je njegov otac držao. Sagradio je svoj dom Alcázar de Colón u Santo Domingu u današnjoj Dominikanskoj Republici. U svibnju 1511. postao je potkralj u Indiju tu dužnost je obavljao do 1518. Nastavio se boriti za svoja prava među kojima su i očeve povlastice i titule. U Španjolskoj je bio 1515. i 1523. da objasni svoju situaciju ali bez uspjeha. Nakon njegove smrti, kompromis je postignut 1536. kada je njegov sin Luis Kolumbo de Toledo imenovan kontraadmiralom od Indije. Luis se odrekao svih drugih prava za trajnu rentu od 10.000 dukata, dobio je i otok Jamajku kao vlastelinstvo, nekretnine od 25 kvadrata na prevlaci u Panami,  naslove vojvode od Verdobioagua i markiza od Jamajke.

## Vanjske poveznice
- Diego Kolumbo i povijest novog svijeta  Arhivirana inačica izvorne stranice od 1. prosinca 2012. (Wayback Machine)